# Глаухау
Глаухау (на немски: Glauchau) е град в Саксония, Германия, с 23 255 жители (към 31 декември 2015).